# Lacey Sturm
Lacey Nicole Sturm (* 4. September 1981 in Homestead, Florida als Lacey Nicole Mosley) ist eine US-amerikanische Sängerin und ehemalige Songwriterin der Post-Grunge-Band Flyleaf.

## Leben
Lacey Sturm wurde in Homestead im US-Bundesstaat Florida geboren und wuchs in Arlington, Texas auf. Im Jahr 2000 lernte sie den heutigen Schlagzeuger von Flyleaf James Culpepper kennen. Am 6. September 2008 heiratete sie Joshua Sturm, den Gitarristen der Band Kairos (Band) aus Pittsburgh. Zusammen haben sie drei Kinder.
Am 22. Oktober 2012 gab sie bekannt, dass sie nicht länger für Flyleaf singen werde. Zehn Jahre später kam es zur Wiedervereinigung. In der Zwischenzeit veröffentlichte sie unter anderem mehrere autobiographische Bücher (The Reason. How I Discovered a Life Worth Living 2014, The Mystery. Finding True Love In A World Of Broken Lovers 2016, The Return. Reflections on Loving God Back 2018).

## Diskografie

### Studioalben
- 2016: Life Screams
- 2023: Kenotic Metanoia

### Singles
- 2015: Impossible
- 2016: Life Screams
- 2016: I'm Not Laughing
- 2016: Riot
- 2017: You're Not Alone
- 2019: The Return
- 2020: The Decree
- 2021: State of Me
- 2021: Awaken Love
- 2023: Reconcile
- 2023: Breathe With Me (mit Lindsey Stirling)

### Gastauftritte
- Breaking Free (Skillet feat. Lacey Sturm)
- Broken Pieces (Apocalyptica feat. Lacey Sturm)
- Take the Bullets Away (We As Human feat. Lacey Sturm)
- Dear Agony (Aurora Version) (Breaking Benjamin feat. Lacey Sturm)
- Let me Love you (Love and Death feat. Lacey Sturm)
- Best Times (Nothing More feat. Lacey Sturm)
- Darkness Before The Dawn (Caleb Hyles feat. Lacey Sturm)